# Instrumentální záznamy teplot

Údaje o průměrné globální teplotě naměřené několika vědeckými organizacemi jsou vysoce korelované. (V tomto grafu je hodnota „0“ průměrná teplota z let 1850–1900, která je považována za „předindustriální“ úroveň teploty.)

Vzestup průměrné teploty nad oceánem je značně menší. Satelitní měření ukazují, že se severní mírné zeměpisné šířky oteplují téměř dvakrát rychleji než jižní mírné zeměpisné šířky, kde ale převažuje oceán. Na severní polokouli rozdíl mezi pevninou a oceánem v období satelitních měření významně ovlivnily aerosoly.

Instrumentální záznamy teplot jsou záznamy teplot v rámci klimatu Země, založené na přímých měřeních teploty vzduchu a oceánů pomocí přístrojů. Instrumentální záznamy teplot se odlišují od nepřímých rekonstrukcí pomocí klimatických proxy dat, například z letokruhů stromů a oceánských sedimentů. Přístrojová data jsou shromažďována ze stovek meteorologických stanic, bójí a lodí po celém světě. Zatímco v mnoha hustě osídlených oblastech je hustota měření vysoká, v řídce osídlených oblastech, jako jsou polární oblasti a pouště, a také v mnoha částech Afriky a Jižní Ameriky jsou pozorování sítě řidší. V minulosti se měření prováděla pomocí rtuťových nebo lihových teploměrů, které se odečítaly ručně, ale stále častěji se používají elektronické snímače, které data přenášejí automaticky. Záznamy o globální průměrné povrchové teplotě jsou obvykle prezentovány spíše jako anomálie než jako absolutní teploty. Teplotní anomálie se měří oproti referenční hodnotě (nazývané také základní období nebo dlouhodobý průměr). Běžně používaným výchozím obdobím je například období 1951–1980.
Nejdelším teplotním záznamem je řada údajů o teplotě ve střední Anglii, která začíná v roce 1659. Do poloviny 19. století jsou záznamy přibližně jen z Evropy, USA a Atlantiku (přičemž záznamy z Antarktidy jsou přibližně až od poloviny 20. století). Nejdelší kvazi-globální záznamy začínají v roce 1850. Teploty se měří také ve vyšších vrstvách atmosféry pomocí různých metod, včetně radiosond vypouštěných pomocí meteorologických balónů, různých družic a letadel. Družice se hojně využívají ke sledování teplot ve vyšších vrstvách atmosféry, ale doposud se zpravidla nepoužívaly k vyhodnocování změn teplot na povrchu. V posledních desetiletích byly soubory údajů o globální teplotě povrchu doplněny rozsáhlým vzorkováním teploty oceánů v různých hloubkách, což umožňuje odhadovat obsah tepla v oceánech.
Záznamy ukazují rostoucí trend průměrných globálních teplot povrchu (tj. globální oteplování), který je způsoben emisemi skleníkových plynů způsobenými člověkem. Globální průměrná a kombinovaná teplota povrchu pevniny a oceánů vykazuje na základě několika nezávisle vytvořených souborů dat oteplení o 1,09 °C (rozmezí: 0,95 až 1,20 °C) v období 1850–1900 až 2011–2020 Tento trend je od 70. let 20. století rychlejší než v kterémkoli jiném padesátiletém období přinejmenším za posledních 2 000 let. V rámci tohoto dlouhodobého vzestupného trendu dochází ke krátkodobým výkyvům způsobeným přirozenou vnitřní proměnlivostí (např. ENSO, sopečné erupce), ale pravidelně dochází k rekordně vysokým hodnotám.

## Metody
Přístrojové teplotní záznamy jsou založeny na přímých měřeních teploty vzduchu a oceánů pomocí přístrojů, na rozdíl od nepřímých rekonstrukcí pomocí klimatických proxy dat, jako jsou letokruhy stromů a oceánské sedimenty. Nejdelším teplotním záznamem je teplotní řada Střední Anglie, která začíná v roce 1659. Nejdelší kvaziglobální záznamy začínají v roce 1850. Teploty na jiných časových škálách jsou diskutovány v rámci globálního teplotního záznamu.
„Globální teplota“ může být definována různými způsoby. Existuje malý rozdíl mezi teplotou vzduchu a povrchovou teplotou.
Satelitní měření teploty povrchu mohou být platné jen pro místa bez oblačnosti. V místě oblaků se teploty modelově dovozují nepřímo. I malé oblačnosti mohou znamenat chyby i přes 1 °C.

### Globální záznamy od roku 1850
Obecně se má za to, že období, pro které existují dostatečně spolehlivé přístrojové záznamy přízemní teploty s téměř celosvětovým pokrytím, začíná kolem roku 1850. Existují i dřívější záznamy, ale s menším pokrytím, omezené převážně na severní polokouli a s méně standardizovaným přístrojovým vybavením.
Údaje o teplotě pro záznamy pocházejí z měření z pozemních stanic a lodí. Na pevnině se teploty měří buď pomocí elektronických čidel, nebo rtuťových či lihových teploměrů, které se odečítají ručně, přičemž přístroje jsou chráněny před přímým slunečním světlem pomocí přístřešku, jako je Stevensonova meteorologická budka. Záznamy z moře se skládají ze záznamů z lodí, které provádějí měření teploty moře, většinou z čidel namontovaných na trupu, vstupních otvorů motoru nebo z věder, a nověji zahrnují také měření z ukotvených a unášených bójí. Pozemní a mořské záznamy lze porovnávat.
Za měření na souši i na moři a kalibraci přístrojů odpovídají národní meteorologické služby. Standardizace metod je organizována prostřednictvím Světové meteorologické organizace (a dříve prostřednictvím její předchůdkyně, Mezinárodní meteorologické organizace).
Většina meteorologických pozorování se pořizuje pro účely předpovědi počasí. Centra, jako je Evropské centrum pro střednědobou předpověď počasí, zobrazují okamžitou mapu svého pokrytí; nebo Hadleyho centrum zobrazuje pokrytí pro průměr roku 2000. Pokrytí pro dřívější období 20. a 19. století by bylo podstatně menší. Ačkoli se změny teploty v jednotlivých lokalitách liší jak velikostí, tak směrem, čísla z různých lokalit se kombinují a vytvářejí odhad globální průměrné změny.

### Absolutní teploty versus anomálie
Záznamy globální průměrné povrchové teploty jsou obvykle prezentovány jako anomálie, nikoli jako absolutní teploty. Teplotní anomálie se měří vůči referenční hodnotě (nazývané také základní období nebo dlouhodobý průměr). Například běžně používaným základním obdobím je období 1951–1980. Pokud tedy průměrná teplota v tomto období byla 15 °C a aktuálně naměřená teplota je 17 °C, pak teplotní anomálie činí +2 °C.
Teplotní anomálie jsou užitečné pro odvození průměrných povrchových teplot, protože mají tendenci být vysoce korelované na velkých vzdálenostech (řádově 1000 km). Jinými slovy, anomálie jsou reprezentativní pro změny teploty na velkých plochách a vzdálenostech. Naproti tomu absolutní teploty se výrazně liší i na krátkých vzdálenostech. Soubor dat založený na anomáliích bude také méně citlivý na změny v pozorovací síti (např. otevření nové stanice v obzvláště teplé nebo chladné lokalitě) než soubor založený na absolutních hodnotách.
Průměrná absolutní teplota zemského povrchu za období 1961–1990 byla odvozena prostorovou interpolací průměrných pozorovaných teplot vzduchu při povrchu z oblastí pevniny, oceánů a mořského ledu s nejlepším odhadem 14 °C. Odhad je nejistý, ale pravděpodobně se pohybuje v rozmezí 0,5 °C od skutečné hodnoty. Vzhledem k rozdílu nejistot mezi touto absolutní hodnotou a jakoukoli roční anomálií není platné sčítat je dohromady, abychom z nich odvodili přesnou absolutní hodnotu pro konkrétní rok.

## Celková oteplování a trendy
Celosvětový průměr kombinované povrchové teploty půdy a oceánů ukazuje oteplování 0,85 [0,65 - 1,06] °C v období 1880 až 2012, což je založeno na několika samostatně vyrobených datových sadách. To dává trend 0,064 ± 0,015 °C za desetiletí v průběhu tohoto období. Tento trend je rychlejší na souši než na oceánu, rychlejší v arktických oblastech a rychleji od roku 70. let dvacátého století než přes celé časové období.

### Oteplování v záznamu instrumentálních teplot
K většině pozorovaného oteplování došlo ve dvou obdobích: mezi lety přibližně 1900 a 1940 a po roce 1970. Ochlazení/ustálená úroveň mezi přibližně roky 1940 a 1970 bylo většinou přičítáno aerosolům síranů. Některé z teplotních změn v tomto časovém období mohou být také důsledkem oceánské cirkulace.
Přičtení změn teploty přírodnímu nebo antropogennímu (tj. lidmi způsobenému) faktorů je důležitá otázka: viz globální oteplování.
Teploty vzduchu na souši rostou rychleji než povrchové teploty mořského povrchu. Mezi roky 1979 a 2012 byl trend pro souš asi 0,254 ± 0,050 °C za desetiletí podle datových sad CruTemp4 nebo 0,273 ± 0,047 °C dle GHCN, zatímco trend u mořské povrchové teploty je asi 0,072 ± 0,024 °C za desetiletí dle HadISST či 0,124 ± 0,030 °C za dekádu dle HadSST3.
Od 1979 do 2012 lineární trend oteplování pro kombinované pozemních a mořské teploty je 0,155 °C [0,122 až 0,188 °C] za desetiletí podle zprávy Páté hodnotící zprávy IPCC.
Čtvrtá hodnotící zpráva IPCC zjistila, že instrumentální záznamy teplot ve 20. století zahrnují účinky městské tepelných ostrovů, ale že šlo v první řadě o místní jev, který má zanedbatelný vliv na globální trendy teplot (méně než 0,006 °C za desetiletí nad pevninou a nula nad oceány).

### Trendy

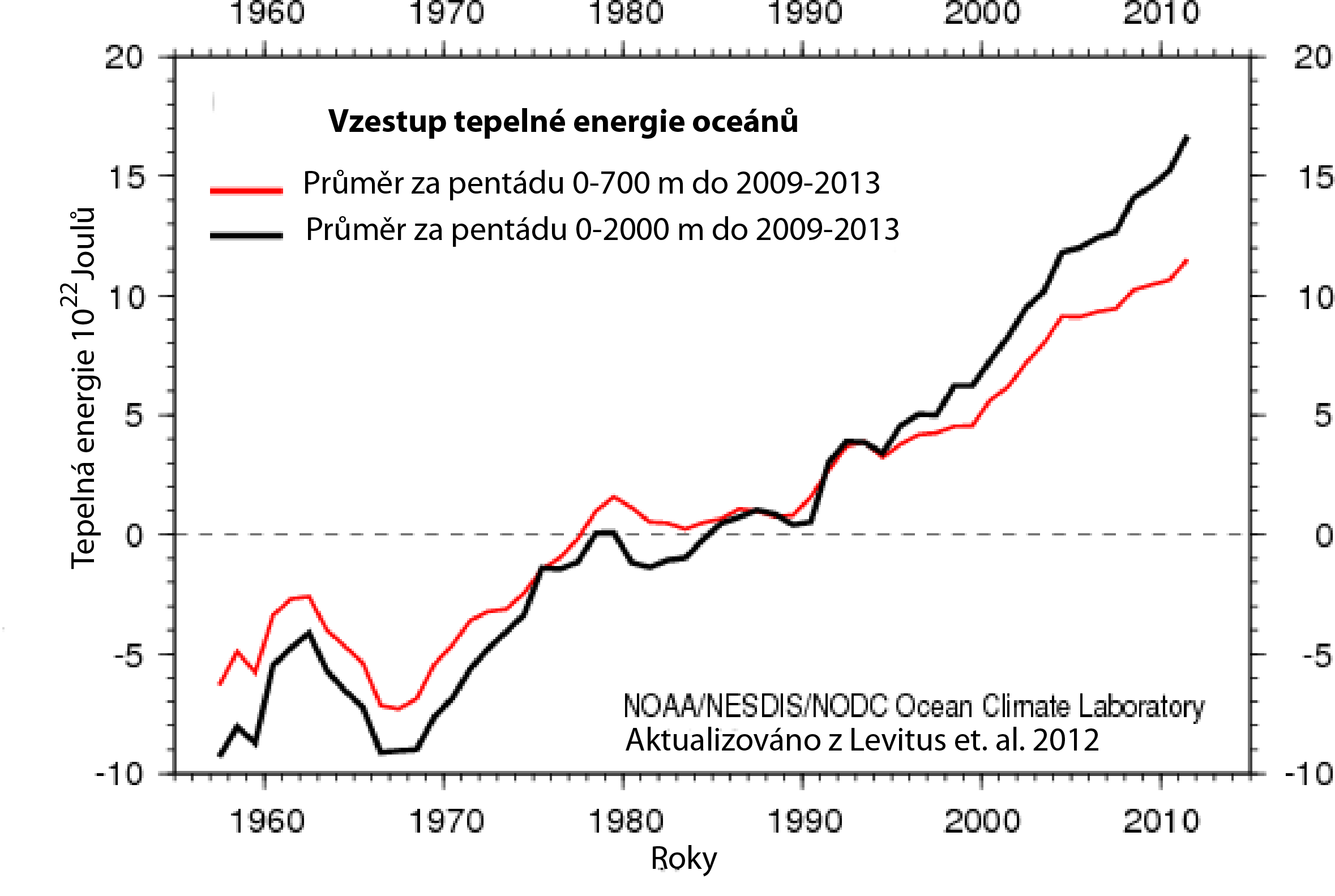
Vzestup tepelné energie oceánů ve vrstvách 0–700 m a 0–2000 m

Srovnání pozemních a satelitních měření anomálie teploty atmosféry u povrchu. Satelitní měření vykazují menší trend.

Srovnání pozorované a simulované změny klimatu na základě tří velkoprostorových indikátorů v atmosféře, kryosféře a oceánu: změna teplot vzduchu při povrchu nad kontinenty (žluté panely), rozsah arktického a antarktického mořského ledu v září (bílé panely) a obsah tepla ve svrchních vrstvách oceánu ve velkých oceánských pánvích (modré panely). Uvedeny jsou také globální průměrné změny. Anomálie jsou uvedeny vzhledem k období 1880–1919 u teplot vzduchu při povrchu, 1960–1980 u obsahu tepla v oceánu a 1979–1999 u mořského ledu. Všechny časové řady jsou průměry za desetiletí vyznačené ke středu dekády. Zpráva IPCC z listopadu 2013

Země je v „radiační nerovnováze“ minimálně od 70. let 20. st., odkdy méně energie opouští atmosféru než do ní vstupuje. Většina této extra energie je absorbována oceány. Je velmi pravděpodobné, že lidská činnost výrazně přispěla k tomuto nárůstu tepla v oceánech.

Měření teplot bylo prováděno historicky pozemními stanicemi, postupně i loděmi. Od roku 1979 jsou k dispozici také data z vesmírných družic. Výpočet průměrné globální teploty je velmi složitý, protože měřicí stanice nejsou rovnoměrně rozmístěny, měřicí přístroje se v minulosti měnily a v okolí některých stanic docházelo k rozsáhlým změnám využití půdy (např. k urbanizaci). Historický vývoj klimatu je zjišťován metodami paleoklimatologie – především rekonstrukcemi z proxy dat získaných z historických vrstev ledovců, zkoumáním letokruhů stromů a sedimentů a také zkoumáním korálů.
Oteplování ve 20. století nebylo rovnoměrné. Více se oteplovaly pevninské oblasti než oceány, a to kvůli větší tepelné kapacitě vody a také proto, že moře ztrácí více tepla vypařováním. Více se oteplila severní polokoule než jižní, neboť má více pevniny a větší rozlohu území pokrytých sezónním sněhem a mořským ledem, která při vyšších teplotách podléhají pozitivní zpětné vazbě. Více rostly teploty v zimě (míněno na severní polokouli, tj. prosinec–únor) a na jaře než v létě. Více se oteplovalo v polárních oblastech než u rovníku. Pozorování ukazují, že ubylo mrazivých dní ve středních zeměpisných šířkách. Ve 2. polovině 20. století na většině pevniny ubylo chladných nocí a přibylo vln veder. Více se také oteplovala města než okolní volná krajina. Je to způsobeno tzv. efektem městského tepelného ostrova. Tento efekt má však na celkové reálné oteplování planety pouze zanedbatelný dopad (0,02 °C za celé 20. století), byť může mít větší vliv na stanovené oteplování planety.
Trendy satelitních měření byly také postupně korigovány na instrumentální a vyhodnocovací chyby. Například trendy teplotní řady vyhodnocené v University of Alabama in Huntsville byly roku 1998 zkorigovány o +0,1 °C za desetiletí (díky změně orbitu satelitu) a celkem korekce do roku 1992 činí přibližně 0,07 °C za desetiletí. Přesto satelitní měření vykazují menší trendy než klimatické modely.

### Nejteplejší roky
Podle Národního úřadu pro oceán a atmosféru (NOAA) a NASA byla globální průměrná teplota nejteplejší od počátku měření v roce 1880 v letech 2016 a 2020. Celkem 20 z 21 nejteplejších let se objevilo od roku 2000. Aktuální Pátá hodnotící zpráva IPCC, která shrnuje vědecké poznatky posledních let, konstatuje, že „každá z posledních tří dekád byla postupně teplejší na povrchu Země než jakákoliv předchozí dekáda od roku 1850. Na severní polokouli bylo období 1983–2012 pravděpodobně nejteplejší 30leté období za posledních 1400 let.“
Rok 2015 byl do té doby nejen rekordně nejteplejším rokem, ale také překonal rekord o největší rozpětí, o které byl kdy rekord překonán. Rok 2015 byl 39. rokem v řadě s nadprůměrnými teplotami. Oscilace oceánů jako El Niño jižní oscilace (ENJO) mohou mít vliv na globální průměrné teploty, například v roce 1998 byly teploty významně zvýšeny díky silným El Niño podmínkám. Rok 1998 zůstal nejteplejším rokem až do let 2005 a 2010 a teplota v obou těchto letech byla zvýšena díky období El Niño. Velké rozpětí, o které byl 2015 nejteplejším rokem, je také přičítáno jinému silnému El Niño. Nicméně např. rok 2014 byl ENJO neutrální. Podle organizací NOAA a NASA rok 2015 měl na záznamech nejteplejší jednotlivé měsíce pro 10 z 12 měsíců. Průměrná teplota na celém světě byla 0,90 °C nebo také 20 % nad průměrem dvacátého století.

### Nejteplejší měsíce
Ohledně teplot pro jednotlivé měsíce je nutno upozornit, že se jedná o anomálie teplot, tedy teploty vztažené k normálu daného měsíce a nikoli o globální průměry teplot jak je uvedeno výše. Prosinec 2015 byl první měsíc, kdy se na celé planetě dosáhlo anomálie teploty o 1,2 °C nad normálem. K červenci 2016 bylo již 15. měsíců po sobě, kdy odchylka od průměru globální anomálie teploty půdy a oceánů byla vždy nejvyšší od počátku globálního zaznamenávání teploty v roce 1880. To u NOAA představuje nejdelší takovou šňůru za 137 let vedení záznamů. Kromě toho úřad NOAA oznámil, že červenec 2016 měl nejvyšší kladnou teplotní anomálii v historii (a dělí se o první místo s měsícem v roce 1998). Podle satelitních dat RSS je však měl však nejvyšší kladnou teplotní odchylku únor 2016. Také University of Alabama in Huntsville (UAH) udává, že podle satelitních měření byl únor 2016 měsíc s největší kladnou teplotní odchylkou, která byla vyšší, než pro červenec 2016. V absolutních hodnotách jsou ale únorové teploty všeobecně pod celoročním průměrem. Podle záznamů UAH nebyl ani červenec 2023 v anomáliích teplejší než únor 2016.